# Municipio de Georgia (Dakota del Sur)
El municipio de Georgia (en inglés: Georgia Township) es un municipio ubicado en el condado de Grant en el estado estadounidense de Dakota del Sur. En el año 2010 tenía una población de 85 habitantes y una densidad poblacional de 0,93 personas por km².

## Geografía
El municipio de Georgia se encuentra ubicado en las coordenadas 45°0′54″N 96°41′21″O / 45.01500, -96.68917. Según la Oficina del Censo de los Estados Unidos, el municipio tiene una superficie total de 91.6 km², de la cual 91,07 km² corresponden a tierra firme y (0,58 %) 0,53 km² es agua.

## Demografía
Según el censo de 2010, había 85 personas residiendo en el municipio de Georgia. La densidad de población era de 0,93 hab./km². De los 85 habitantes, el municipio de Georgia estaba compuesto por el 97,65 % blancos, el 1,18 % eran afroamericanos y el 1,18 % eran de una mezcla de razas. Del total de la población el 0 % eran hispanos o latinos de cualquier raza.